# 8507-es mellékút (Magyarország)
A 8507-es számú mellékút egy majdnem pontosan 7 kilométer hosszú, négy számjegyű mellékút Győr-Moson-Sopron vármegye területén. Jánossomorja központjától húzódik nyugat felé, az osztrák határig, ahol véget is ér.

## Nyomvonala
Jánossomorja Mosonszentpéter nevű településrészében ágazik ki a 86-os főútból, kevéssel annak a 174. kilométere előtt. Dél-délnyugati irányban indul, Bajcsy-Zsilinszky utca néven, így keresztezi, mintegy 600 méter után a Hegyeshalom–Porpác-vasútvonal vágányait, Jánossomorja vasútállomás térségének déli szélénél. A síneken túl már Óvári út a neve, így éri el, mintegy 850 méter után Mosonszentjános településrész központját, s egyben azt a kereszteződést, ahol kiágazik belőle észak felé a 8508-as út Várbalog felé.
A település belterületén még ezután is többször változik a helyi neve: előbb a Szabadság utca, majd az Óvoda utca, utóbb pedig a Dózsa György utca nevet viseli. 2,2 kilométer közelében kiágazik belőle dél felé a 85 107-es számú mellékút, Bónistanya külterületi településrész irányába, onnantól már Pusztasomorja településrészben folytatódik, Szent István utca néven. Legnyugatibb belterületi szakaszán Tarcsai utca a neve, és még a 4. kilométerének elérése előtt elhagyja az utolsó lakóházakat is. Nagyjából 6,7 kilométer után – már bőven külterületek közt haladva – eléri az országhatárt, utolsó rövid szakaszán azt követi; a határvonal metszéspontjánál ér véget. Egyenes folytatása már Mosontarcsa (Andau) területén az osztrák L206-os út.
Teljes hossza, az országos közutak térképes nyilvántartását szolgáló kira.gov.hu adatbázisa szerint 6,980 kilométer.

## Története
1934-ben a kereskedelem- és közlekedésügyi miniszter 70 846/1934. számú rendelete harmadrendű főúttá nyilvánította, a Mosontól az országhatárig vezető 852-es főút részeként.